# John White Geary

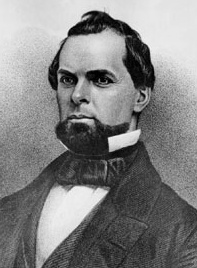
John White Geary

John White Geary (* 30. Dezember 1819 im Westmoreland County, Pennsylvania; † 8. Februar 1873 in Harrisburg, Pennsylvania) war ein US-amerikanischer Politiker. Er war von 1867 bis 1873 der 16. Gouverneur des Bundesstaates Pennsylvania sowie von 1856 bis 1857 Gouverneur des Kansas-Territoriums.

## Frühe Jahre und Aufstieg in Kalifornien
John Geary besuchte das Jefferson College und studierte anschließend Bauwesen und Jura. Er konnte dieses Studium aber nicht beenden, weil er nach dem Tod seines Vaters dessen Schulden begleichen musste. Um Geld zu verdienen, arbeitete er in den folgenden Jahren in verschiedenen Positionen. Unter anderem war er Lehrer und dann Landvermesser in Kentucky. Nachdem er genug Geld verdient hatte, konnte er 1841 sein Studium beenden. Danach arbeitete er als Architekt für die Eisenbahn.
Am 4. Januar 1847 wurde John Geary ein Mitglied im Bund der Freimaurer (Philanthropy Lodge #255 in Pennsylvania), bevor er mit seinen Truppen im mexikanischen Krieg kämpfte. Während des Mexikanisch-Amerikanischen Krieges war er Oberst in der US-Armee.
Nach dem Krieg wurde er von US-Präsident James K. Polk zum Leiter der Poststelle in San Francisco ernannt. Ihm unterstanden auch alle US-Poststellen entlang der Pazifikküste. Seit dem 1. Mai 1850 war er für ein Jahr der erste Bürgermeister von San Francisco. Im Jahr 1852 kehrte er nach Pennsylvania zurück. Präsident Franklin Pierce bot ihm die Stelle des Gouverneurs im Utah-Territorium an, was Geary aber ablehnte.

## Territorialgouverneur in Kansas
Im Jahr 1856 akzeptierte er aber das Angebot des Präsidenten, der ihn zum Gouverneur des Kansas-Territoriums ernannte. In diesem erst seit 1854 bestehenden Territorium waren schon zwei Gouverneure gescheitert. Das Territorium war im Vorfeld des Bürgerkrieges in heilloser Gewalt versunken. Die Anhänger beider Seiten lieferten sich blutige Kämpfe und seine Vorgänger Andrew Horatio Reeder und Wilson Shannon standen diesen Ereignissen machtlos gegenüber. Geary musste bald einsehen, dass auch er der Gewalt nicht gewachsen war. Er sympathisierte mit der Position der Nordstaaten und stieß damit auf die Opposition des Südens. Nach einem tätlichen Angriff auf seinen Privatsekretär fürchtete der Gouverneur um sein Leben. Er reichte beim neuen Präsidenten James Buchanan seinen Rücktritt ein. Der Präsident war ihm aber schon zuvorgekommen und hatte ihn kurz zuvor entlassen.

## Im Bürgerkrieg

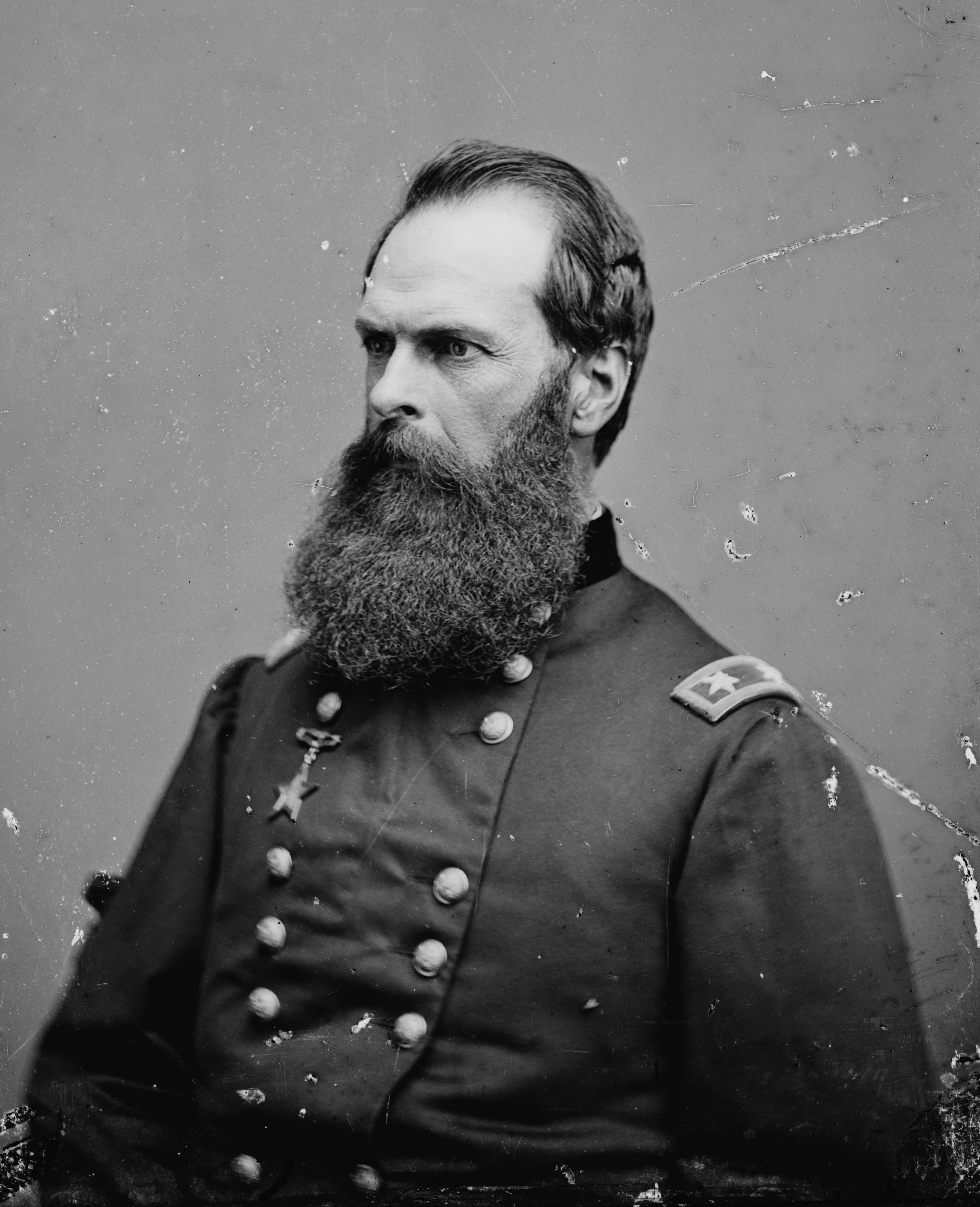
John White Geary als Armeeoffizier

Nach seinem Abschied in Kansas kehrte Geary nach Pennsylvania zurück. Beim Ausbruch des Bürgerkrieges wurde er Kommandeur eines Regiments mit Soldaten aus Pennsylvania. Im Verlauf des Krieges nahm er an vielen Schlachten teil, darunter auch denen von Gettysburg und Chancellorsville. Er gehörte auch zu der Armee, die unter dem Kommando von General William T. Sherman im Jahr 1864 Teile des Südens eroberte. Ende 1864 wurde er Kommandeur der Besatzungstruppe von Savannah in Georgia. Bis zum Jahr 1865 war er zum Brevet-Generalmajor der Freiwilligen aufgestiegen.

## Gouverneur von Pennsylvania
Im Jahr 1866 wurde er als Kandidat der Republikanischen Partei zum neuen Gouverneur von Pennsylvania gewählt, wobei er sich gegen den Demokraten Hiester Clymer, einen Verfechter der White Supremacy, durchsetzte. Er war der erste einer Reihe von mehreren ehemaligen Bürgerkriegsgenerälen, die den Posten des Gouverneurs übernahmen. Nach einer Wiederwahl konnte er insgesamt sechs Jahre in diesem Amt verbleiben. Seine Amtszeit begann am 15. Januar 1867. In seiner Regierungszeit nahm die Wirtschaft des Landes einen gewaltigen Aufschwung. Die Staatsverschuldung wurde reduziert. Er berief auch eine Kommission ein, die die Schadensansprüche der durch konföderierte Kriegsaktivitäten in Pennsylvania betroffenen Bürger überprüfen und abwickeln sollte. Der Gouverneur wurde auch als Gegner der Lobbyisten bekannt. Er war vor allem gegen eine privilegierte Behandlung der Eisenbahnen und lehnte diesbezügliche Gesetze mit seinem Veto ab.
Nur drei Wochen nach dem Ende seiner Amtszeit starb Geary in Harrisburg an einem Herzschlag. Er war zweimal verheiratet.